# Ubago
Ubago es un pequeño concejo perteneciente al municipio de Mendaza en la Comunidad Foral de Navarra, situado en la Merindad de Estella, en la comarca de Estella Oriental y a 72 km de la capital de la comunidad, Pamplona.
El municipio de Mendaza está compuesto por 4 concejos: Acedo, Asarta, Mendaza y Ubago.
Tiene una carretera que enlaza con la comarcal Lodosa-Acedo NA-129.

## Topónimo
El nombre del lugar procede del latín opacum ‘opaco, sombrío’ y recibiría este nombre porque está situado en la cara norte de la sierra, al pie de San Gervás. En Guesálaz hay un despoblado con la versión en euskera del mismo nombre: Opakua.
En la documentación antigua aparece como Obago (1236, NEN); Hubago (1280, NEN), Ubago y Vbago (1236, NEN).

## Demografía
| Evolución demográfica | Evolución demográfica | Evolución demográfica | Evolución demográfica | Evolución demográfica | Evolución demográfica | Evolución demográfica | Evolución demográfica | Evolución demográfica | Evolución demográfica | Evolución demográfica | Evolución demográfica |
| 2006                  | 2007                  | 2008                  | 2009                  | 2010                  | 2011                  | 2012                  | 2013                  | 2014                  | 2015                  | 2016                  | 2017                  |
| --------------------- | --------------------- | --------------------- | --------------------- | --------------------- | --------------------- | --------------------- | --------------------- | --------------------- | --------------------- | --------------------- | --------------------- |
| 32                    | 30                    | 35                    | 34                    | 36                    | 37                    | 39                    | 34                    | 32                    | 33                    | 34                    | 38                    |

## Arte
- Parroquia de San Martín, siglo XIII.[4]
- Ermita de San Blas.